# Tweede Kamerverkiezingen in het kiesdistrict Rotterdam II (1848-1850)
Tweede Kamerverkiezingen in het kiesdistrict Rotterdam II geeft een overzicht van verkiezingen voor de Nederlandse Tweede Kamer in het kiesdistrict Rotterdam II in de periode 1848-1850.
Het kiesdistrict Rotterdam II werd ingesteld na de grondwetsherziening van 1848. Tot het kiesdistrict behoorde een gedeelte van de gemeente Rotterdam .
Het kiesdistrict Rotterdam II vaardigde in dit tijdvak per zittingsperiode één lid af naar de Tweede Kamer. 
Legenda
- vet: gekozen als lid van de Tweede Kamer.

## 30 november 1848
De verkiezingen werden gehouden na ontbinding van de Tweede Kamer, na inwerkingtreding van de herziene grondwet.
|                     | 30 november |
| ------------------- | ----------- |
| Kiesgerechtigden    | 339         |
| Opkomst             | 300         |
| Geldige stemmen     | 300         |
| Blanco stemmen      | 0           |
| Kandidaten          |             |
| A. van Rijckevorsel | 204         |
| M.A.F.H. Hoffman    | 57          |
| E.P. de Monchy      | 9           |
| J.H.C. van der Kun  | 6           |
| J.R. Thorbecke      | 4           |
| W.T. Gevers Deynoot | 4           |

## Opheffing
In 1850 werd het kiesdistrict Rotterdam II opgeheven. Het tot het kiesdistrict behorende deel van Rotterdam werd ingedeeld bij het nieuw ingestelde meervoudige kiesdistrict Rotterdam.